# Ronnie Davis
Pour les articles homonymes, voir Davis.
Jerome Constantine Ballin dit Ronnie Davis est un chanteur jamaïcain de reggae, né le 4 juillet 1950 à Savanna-la-Mar (paroisse de Westmoreland) en Jamaïque, mort le 25 janvier 2017.
Il a commencé sa carrière au sein du groupe The Westmorelites, puis rejoignit le groupe de rocksteady The Tennors, avant de former The Itals en 1975.
Il quitte le groupe en 1994 et se produit alors en solo sous le nom de Ronnie Davis & Idren.

## Biographie
Né à Savanna-la-Mar, dans la paroisse de Westmoreland, en Jamaïque, Davis a commencé sa carrière de chanteur en participant à des concours de talents locaux au début des années 1960. Il a formé un groupe appelé The Westmorlites, mais sa grande rupture est survenue en 1969, lorsqu'il a été invité à rejoindre The Tennors par le directeur du groupe, Clive Murphy, pour remplacer le défunt Maurice Johnson. Davis a enregistré une série de singles avec le groupe à la fin des années 1960 et au début des années 1970, mais aspirait toujours à une carrière solo et avait son premier titre, "Won't You Come Home", pour le producteur Lloyd Campbell dans 1975. Davis a également enregistré beaucoup de matériel avec Bunny Lee. (une grande partie a été incluse dans le titre trompeur Sing Hits From Studio 1 And More en 1998), qui a produit son film 1977 album solo Hard Times. Davis a également travaillé avec d'autres producteurs tels que Phil Pratt, Lloydie Slim et Lee "Scratch" Perry, et a connu plusieurs hits au milieu des années 1970, tels que "Jah Jah Jéhovah", "Forget Me Now", "On and On", "Babylon Falling", "Fancy Make Up" et l'un de ses morceaux solo les plus connus, "Il pleut". Davis a également coupé quelques singles sous le pseudonyme de Romey Pickett. Un titre intitulé In a Dis Ya Timemettant en vedette le rythme "Won't You Come Home" avec des voix retouchées par Keith Porter avec des harmonies vocales de Davis, a d'abord été attribué à Keith et Ronnie, mais reconnaissant la popularité des trios vocaux, avec l'ajout d'un troisième chanteur, Lloyd Ricketts, la chanson a été rééditée, crédité à The Itals, et s'est avéré être l'un des singles les plus vendus de l'année en Jamaïque.
Davis a connu un succès majeur en tant que membre des Itals, enregistrant et parcourant le monde. Leur version de 1987, Rasta Philosophy, a été nommée pour le GRAMMY Award du meilleur album Reggae.
Tout en restant chez The Itals, Davis poursuit une carrière solo parallèle, son prochain album étant une sortie dédoublée avec Gregory Isaacs pour le producteur Ossie Hibbert (1979). D' autres sorties suivront, notamment L'incroyable Ronnie Davis de 1985, Sings For You And I.
Davis quitte The Itals en 1995 pour se lancer à nouveau dans une carrière solo, formant le groupe vocal Ronnie Davis & Idren, composé des chanteurs d'harmonie Roy Smith (un vieil ami d'école), Robert Doctor et de son ancien compatriote, Lloyd Ricketts. Le groupe se produit aux États-Unis et, en 1997, sort son premier album, Come Straight, acclamé par la critique.
Ronnie Davis a effectué une tournée avec le Pocket Band de Washington, DC en 2007 et 2008. En 2009, Davis s'est de nouveau associé à Keith Porter et David Isaacs pour une tournée sous le nom The Itals. Ronnie Davis et Keith Porter ont tourné sous le nom The Itals après le décès de David Isaacs en 2009 et de Lloyd Ricketts en 2011. En mars 2012, après une interruption de près de 35 ans, les Tennors ont réuni George Murphy, "Clive Tennors", Ronnie Davis et un nouveau membre Henry Buckley Jr. aka Sadiki. Les Tennors continuent de tourner sans Davis et Sadiki.
En 2016, Davis a publié l'album produit par Sadiki, Iyahcoustic, sur Skinny Bwoy Records.

## Discographie
- 1976 - Ronnie Davis Presents Beautiful People From Jamaica, DIP
- 1977 - Hard Times, Third World
- 1979 - Gregory Isaacs Meets Ronnie Davis, Plant
- 197X - Crucial, Big Mac Soul Power
- 1985 - The Incredible Ronnie Davis Sings For You And I, Vista
- 1997 - Come Straight, Nighthawk (Ronnie Davis & Idren)
- 1997 - Sing Hits From Studio 1 And More, Rhino
- 2005 - Wheel of Life, Upstairs Music
- 2006 - Jamming In Dub, Jamaican Recordings
- 2016 - Iyahcoustic, Skinny Bwoy Records

### avec The Itals
- 1969 - Oh Lord, Why Lord, Success (45T)
- 1978 - Brutal Out Deh, Nighthawk
- 1980 - Give Me Power, Nighthawk
- 1985 - Easy to Catch, Rhythm Safari
- 1986 - Rasta Philosophy, Nighthawk
- 1989 - Cool and Dread, Nighthawk
- 1995 - The Early Recordings, Nighthawk